# Христо Пулеков
Христо Вълков Пулеков е български учител, просветен и обществен деец от епохата на Възраждането и църковен протопсалт.
Автор е на първото описание на Копривщица, преводач, композитор на светска и църковна музика, писар в общината и касиер в църквата. Полувековен учител в Копривщица, Плевен и Враца, учен елинист, книжовник и публицист, пръв през миналия век е описал историята на своя роден град Копривщица. Той твърди, че съгласно неговите изучавания и издирване, тя е заселена от останките на старите благородни български фамилии (вероятно и болярски) дошли от старите ни столици, пръснати из Балканите, търсещи закрила, променили имената си и приютили се най-сетне в пазвите на китното и добре запазено Средногорие. Пътят на преселението им е бил: от Търновско, през Ловешката епархия, Златишкия балкан, към Средна гора.
Христо Пулеков, наричан от всички учители в знак на уважение „Даскалът“, често страда от пристъпи на ставен ревматизъм. Така, наложен с компреси и повдигнати на възглавници крака, приема в къщи дохождащите ученици. Когато по големи празници трябва отиде да пее в черквата, хората с количка го закарват до там.
Пулеков е сътрудник на вестниците „Цариградски вестник“ (1867), „Български книжици“ (1869) и „Македония“ (1870). Там подлага на критика килийното образование и нравствения упадък на църковното духовенство.
Той е ученик по църковно пеене на Геро Добрович-Мушек и прочутия учител по музика Неофит Рилски. Копривщенецът се показва достоен наследник на своите учители, „че богомолците се прехласвали в пеенето му“. „Около средата на ХІХ век Пулеков е бил признат за един от най-изтъкнатите певци в православния свят – поканен е за певец в катедралния храм на Вселенската патриаршия, където пее няколко години, след което се завръща в родната Копривщица“.
Според плевенския краевед д-р Николай Чорбаджиев Пулеков, когато е учителствал в Плевен, пръв започнал да учи децата на хорово пеене, като някои от песните са били композирани от него. Не е уточнено дали Пулеков е преподавал само едногласното църковно пеене (което прекрасно владеел), или е познавал и e учил учениците на навлизащото в България многогласно хорово пеене, което също може да бъде допуснато, отчитайки твърдението, че е композирал песни.
Христо Пулеков е дядо на автора на „Туристико-исторически водач за град Копривщица“ Борис Пулеков.